# Caroline Röstlund
Caroline Röstlund, född 1972 i Varberg, är en svensk illustratör från Göteborg. Hon arbetar med barnböcker, serier och grafisk form. Hennes illustrationer riktar sig i första hand till barn. 
Caroline Röstlund är utbildad vid Falkenbergs konstskola 1992–1994 och vid hantverks- och designskolan Steneby 1995. Hösten 2010 debuterade hon som barnboksillustratör på Olika förlag med boken Tesslas mamma vill inte! tillsammans med författaren Åsa Mendel-Hartvig.

### Skönlitteratur
- Tesslas mamma vill inte, text: Åsa Mendel-Hartvig, bild: Caroline Röstlund, 2010, Olika förlag
- Tesslas pappa vill inte, text: Åsa Mendel-Hartvig, bild: Caroline Röstlund, 2011, Olika förlag
- Orättvist, text: Åsa Mendel-Hartvig, bild: Caroline Röstlund, 2012, Olika förlag
- Ina och trädandarna, text och bild: Jessika Berglund och Caroline Röstlund, 2013, Alvina förlag
- Harry, Gunnar och presenten, text: Sofia Nordin och Kajsa Gordan, bild: Caroline Röstlund, 2014, Rabén & Sjögren
- Konrads klänning, text: Åsa Mendel-Hartvig, bild: Caroline Röstlund, 2014, Olika förlag
- Konrad lussar, text: Åsa Mendel-Hartvig, bild: Caroline Röstlund, 2014, Olika förlag
- Harry, Gunnar och rymlingen, text: Sofia Nordin och Kajsa Gordan, bild: Caroline Röstlund, 2015, Rabén & Sjögren
- Antologin: Bara för dig på lågstadiet, novellen ”Laxen”, text: Kristian Hallberg, bild: Caroline Röstlund, 2015, Rabén & Sjögren

### Läromedel
- Att gå i ettan av Katarina Neiman Hedensjö, Ellinor Lundsten, Annika Mårtensson, 2013, Majemaförlaget
- Serien: Äppel Päppel - Äppel (bok 1) + Äppel Päppel - Päppel (bok 2), Lily Jakobson, 2015, Liber

### Webbkällor
- Bohusläningen - Ett vänligt föredöme
- Förskolefolket om "Tesslas mamma vill inte!"